# Epimeteo

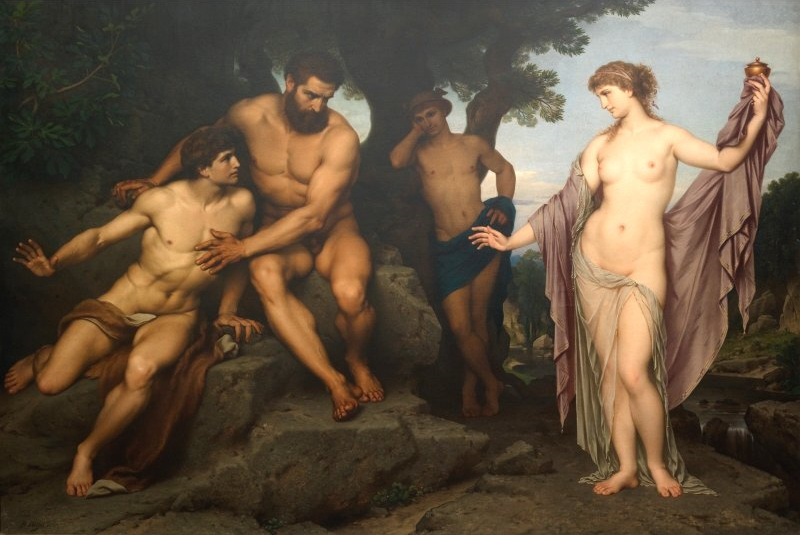
Prometeo y Epimeteo ante Pandora observados por Hermes. Pintura de Hermann Julius Schlösser.

En la mitología griega Epimeteo (en griego: Ἐπῖμηθεύς, Epimētheús; ‘que reflexiona más tarde’, "retrospectiva", literalmente "pensamiento-posterior,") era hermano de Prometeo ("previsión", literalmente "pensamiento-adelante"), ya que a diferencia de Prometeo (quien podía ver el futuro), este veía con retraso cosas que ya habían acontecido. Ambos actuaban como benefactores de la humanidad pero, como reflexiona Tzetzes, Prometeo es la mente previsora en tanto que Epimeteo es el que aprende de las consecuencias de las malas decisiones y no escuchaba los buenos consejos de su hermano. Juan Malalas dice que Epimeteo descubrió la música.

## Mitología griega

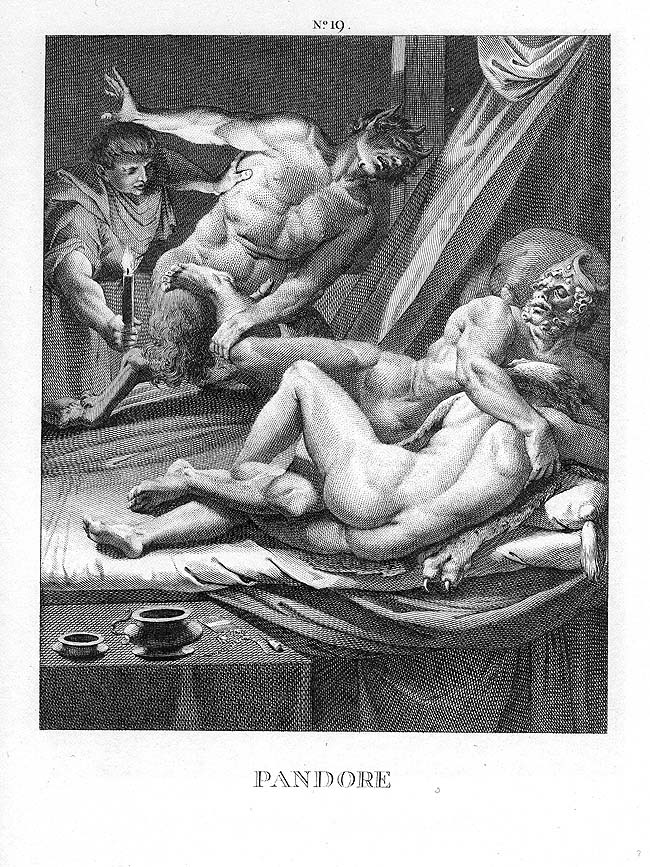
Grabado de Pandora junto a Epimeteo, realizado por Agostino Carracci, alrededor de 1590. En estilo manierista, esta obra muestra la relación íntima entre ambos personajes de la mitología griega, con una jarra en el primer plano que simboliza la caja de Pandora. Técnica: aguafuerte.

### En Hesíodo
Hesíodo menciona a Epimeteo en dos de sus obras, haciendo de su necedad involuntaria su rasgo más característico. En la Teogonía nos dicen «el torpe Epimeteo, que fue desde un principio siempre ruina para los hombres que se alimentan de pan. Pues él por primera aceptó una mujer [Pandora] modelada por Zeus». Más tarde, en Los trabajos y los días, dice que «[Hefesto], luego que remató su espinoso e irresistible engaño, Zeus despachó hacia Epimeteo al ilustre Argifonte [Hermes] con el regalo de los dioses, rápido mensajero. Y no se cuidó Epimeteo de que le había advertido Prometeo no aceptar jamás un regalo de manos de Zeus Olímpico, sino devolverlo acto seguido para que nunca sobreviniera una desgracia a los mortales. Luego cayó en la cuenta el que lo aceptó, cuando ya era desgraciado». Así Epimeteo, al aceptar a Pandora sin pensar en las consecuencias, condenó a los hombres.

### En Platón
Según el uso del viejo mito por parte de Platón en su Protágoras (320d-321ac), los dos titanes se encargaron de la difusión de los rasgos entre los animales recién creados; Epimeteo era el responsable de dar un rasgo positivo a todos los animales, pero cuando era el momento de dar al hombre un rasgo positivo, por falta de previsión se encontró con que no quedaba nada. Prometeo decidió que los atributos de la humanidad serían las artes civilizadas y el fuego, que robó del carro de sol Apolo. Prometeo más tarde fue sometido a juicio por su crimen. En el contexto del diálogo de Platón "Epimeteo, el ser en el que los pensamientos siguen a la producción, representa la naturaleza en el sentido del materialismo, de acuerdo con que el pensamiento viene después que los cuerpos sin pensamientos y sus movimientos irreflexivos".

### Familia
En cuanto a su familia, Epimeteo era hijo del titán Jápeto y de una de las oceánides, ora Clímene ora Asia. Aunque está estrechamente vinculado con su hermano Prometeo, sus otros dos hermanos son Atlas y Menecio. Pandora fue entregada en matrimonio a Epimeteo. De ellos nació Pirra, que según dicen fue la primera mujer mortal que nació. Pirra se unió a Deucalión (hijo de Prometeo) y fueron los padres del género humano tras el gran diluvio. Otros dicen que Epimeteo, tardo en pensar, fue el conveniente padre de la Excusa (Πρόφασις, Próphasis). O bien su hija fue Metamelea, otra simple personificación conveniente, esto es, el «arrepentimiento por lo que ha sucedido». Un escolio nos dice que Éfira era la hija de Epimeteo, pero según Eumelo Éfira era hija de Océano y Tetis y llegó a ser la esposa de Epimeteo». Otro escolio, aunque corrupto, nos dice que Deucalión tomó por mujeres a Pirra, la hija de Epimeteo, y a Pandora, la cual había sido dada por mujer a Epimeteo a cambio del fuego.

## Filosofía
Epimeteo tiene un papel clave en la filosofía de Bernard Stiegler y, en particular en términos de su comprensión de la relación entre tecnogenesis y antropogénesis. De acuerdo con Stiegler, es significativo que Epimeteo se deja totalmente olvidado en la filosofía de Martin Heidegger. 
Les Amis, en su libro Conmemorando a Epimeteo (2009), restablece el valor de Epimeteo. Lo acredita con traer al mundo el conocimiento de la dependencia de unos a otros y se describe fenomenológicamente en términos de compartir y cuidar reuniones, vivienda y amor.